# Double Dragon
Double Dragon (双截龍, Daburu Doragon) é um videogame beat'em up de 1987, desenvolvido pela Technōs Japan e distribuído na América do Norte e Europa pela Taito. O jogo é um sucessor espiritual e tecnológico do beat 'em up anterior da Technos, Nekketsu Kōha Kunio-kun (lançado fora do Japão pela Taito como Renegade), mas introduziu várias melhorias, como a jogabilidade cooperativa para dois jogadores e a capacidade de usar arma do inimigo após desarmá-lo.
Double Dragon é considerado um dos primeiros títulos de sucesso do gênero, resultando na criação de duas sequências para arcade e vários spin-offs, além de inspirar outras empresas a criar seus próprios beat 'em ups.
Originalmente um jogo de arcade, as versões domésticas foram lançadas para o NES, Master System, Atari 2600, Atari 7800, Atari ST, Amiga, Amstrad CPC, Commodore 64, Game Boy, Mega Drive e Atari Lynx, entre outras plataformas durante a série, graças a sua alta de popularidade. Um remake intitulado Double Dragon Advance foi lançado para o Game Boy Advance em 2003.

## História
A história de Double Dragon se passa em uma Nova York pós-apocalíptica , cinco anos após uma guerra nuclear, onde gangues e facções criminosas tomaram o controle da cidade. Os protagonistas são Billy e Jimmy Lee, (respectivamente: louro vestido de azul e ruivo com roupas cor de vinho), mestres em um estilo fictício de artes marciais conhecido como Sōsetsuken (vagamente baseado no Jeet Kune Do). Um dia, a namorada de Billy, Marian, é sequestrada nas ruas e os irmãos Lee recebem uma mensagem dos criminosos, os Black Warriors, exigindo conhecer os segredos do Sōsetsuken em troca da segurança dela. Os Black Warriors são a maior facção criminosa da cidade, liderados por Willy Mackey, que sempre empunha uma metralhadora. Na versão do NES, Willy aparentemente é apenas um testa de ferro, ao passo de que Jimmy é o verdadeiro líder, o Shadow Boss.
Essa é a premissa básica do primeiro jogo, conforme estabelecido originalmente pela Technos do Japão, apesar de certos detalhes da trama mudarem dependendo das versões dos games e das distribuidoras. O game não possui uma história desvendada gradualmente, apenas começa mostrando Marian sendo capturada inconsciente e levada pelos Black Warriors, com Billy e Jimmy surgindo da garagem ao fundo, logo após o fato.

## Versão dearcade
Billy e Jimmy enfrentam Abobo no final da primeira fase. A configuração dos controles da versão arcade é composta de dois botões de ataque, soco e chute, e também de um botão de pulo para combater inimigos ou saltar obstáculos. O jogador tem acesso a um repertório de técnicas apertando esses botões individualmente ou em combinação. Desses golpes, o mais notável e poderoso é a cotovelada(executada apertando-se o soco e o pulo simultaneamente), que o jogador pode usar para nocautear os inimigos que atacam por trás. Por sua eficiência (durante sua execução, o movimento deixa o jogador temporariamente invulnerável, ninguém consegue atacá-lo, além de causar danos equivalentes a de golpes golpes mais demorados, como a repetição das joelhadas na cabeça), a cotovelada foi usada excessivamente pelos jogadores e assim todos terminavam o game com relativa facilidade, e devido a isso, sua eficiência foi reduzida nos games posteriores da série. Apertando o pulo e o chute simultaneamente, o personagem executa um salto com chute para trás, que não era tão eficaz quanto a cotovelada. Depois que o jogador socava ou chutava o inimigo duas ou três vezes, o inimigo era deixado em posição de embriaguez, o deixando vulnerável a um gancho, uma bicuda ou puxão de cabelo. Durante o puxão de cabelo, o jogador pode dar joelhadas uma após a outra na cara do inimigo ou arremessá-lo por cima do ombro. Linda, Abobo e Bolo não podem ser arremessados; Linda morre sem ficar "tonta", ao passo que Abobo e Bolo são grandes demais para o jogador "abraçar".
Alguns inimigos surgem munidos de armas como tacos de beisebol e chicotes. Outros carregam facas e dinamites e até os lançam em você. Eles podem ser desarmados e o jogador pode pegar as armas e usá-las contra eles. Também existem objetos grandes (como tambores de óleo, pedras e caixas de papelão) que podem ser usados em combate, jogando nos inimigos ou chutando em cima dos que estão se aproximando.
Há um total de quatro estágios, ou "Missões" como eles se referem dentro do jogo: na ruas da cidade, numa fábrica, numa floresta e no esconderijo dos Black Warriors. As primeiras três fases compreendem uma grande área, na qual o personagem simplesmente avança andando para o próximo nível automaticamente ao término de uma missão. Somente quando se chega ao quarto estágio que o jogo muda para um outro local. Algumas fases têm armadilhas que o jogador precisa superar, como por exemplo, buracos em pontes quebradas, esteiras e camas de pregos que podem matar o jogador na hora caso caiam sobre elas. A última fase conta com armadilhas mais elaboradas como os azulejos que se movem e que empurram o jogador e as estátuas de minotauro que golpeiam o jogador (assim como os inimigos também) com suas lanças.
Existem quatro tipos de capanga para o jogador enfrentar no decorrer do jogo: Williams, um facínora que traja jeans e regata; Roper, um bandido que usa calças com as cores combinando e colete, e também ombreiras com pontas; Linda, uma assassina que quase sempre aparece com chicote nas mãos; e Bolo, um careca gigante com a habilidade de arremessar o jogador pela tela. Há também três chefes: Abobo, uma versão com a cabeça trocada de Bolo que se move com maior velocidade que seu sósia e tem um ataque de tapa com as duas mãos; Jeff, uma versão com a cabeça trocada do seu personagem possuindo a maioria dos seus golpes; e Willy, o chefão, que vem com uma metralhadora que pode eliminar o jogador com um único tiro.
O aspecto único do jogo era seu final. Normalmente, se um jogador derrotasse Willy sozinho, Marian estaria livre e iria ao encontro do personagem (seja ele Billy ou Jimmy) e lhe daria um beijo, seguido dos créditos finais. Entretanto, se o jogador eliminasse Willy com um parceiro, o jogo forçaria ambos os jogadores a se enfrentarem. O jogador que matasse seu oponente ganharia a afeição de Marian e seria presenteado com um beijo.

## Versões de consoles

### NES
A primeira versão de Double Dragon para o NES foi levada para o Famicom/NES pela Technos do Japão, em 1988. O jogo foi distribuído na América do Norte pela Tradewest (que recebeu licença para produzir outras versões caseiras do jogo também) e pela Nintendo na Europa.
A versão passou por algumas mudanças, em relação ao jogo do arcade. A mais notável foi a falta do modo para dois jogadores simultâneos. Ao invés disso, o modo 2-Players no jogo principal funciona com os jogadores se alternando, similar ao sistema de Super Mario Bros, apesar de que os dois jogadores controlam Billy. A trama foi ligeiramente mudada, deixando Jimmy como o verdadeiro líder dos Black Warriors, o Shadow Boss (ao invés de Willy, é ele quem é visto na abertura seqüestrando Marian). Depois que o jogador derrota Willy, Jimmy aparece para lutar contra você valendo pela batalha final. Essa foi a primeira versão que contou com Billy de cabelo castanho (pintado de vermelho no jogo) e seu irmão de loiro, o inverso de suas versões arcade.
As armas não podiam ser carregadas para uma outra briga se o primeiro dono fosse eliminado. Adicionalmente, um sistema de avanço de nível similar aos dos games RPG foi empregado para que os jogadores pudessem executar somente as técnicas mais básicas no início do jogo. Todos os golpes mais poderosos (incluindo voadoras) só podiam ser executados ganhando-se os pontos de experiência (ou pontos-corações, como eles se referiam no game) e aumentando o nível. O nível mais alto era o de sete corações. Um soco ao estilo Renegade foi acrescentado ao repertório de golpes do jogador.
As fases foram formuladas de maneira diferente, com algumas delas apresentando novas áreas (particularmente a seção da caverna na 3ª Missão)que focava mais em saltar plataformas do que lutar propriamente dito. Todos os inimigos da versão arcade do game também aparecem, com exceção de Bolo e Jeff, os dois personagens com cabeças trocadas do jogo para o arcade. Um novo vilão chamado Chin Taimei surge nessa versão como o segundo chefe de fase.
Um Modo Versus mano-a-mano foi acrescentado, no qual o jogador podia escolher entre os Irmãos Lee ou cinco inimigos do jogo. O Modo Versus conta com sprites maiores e ótimos quadros de animação para todos os personagens em relação ao modo principal (exceto Abobo, que possui a mesma proporção que no game principal), mas só permite embates mano-a-mano.
Outro destaque na versão para NES é a qualidade das músicas, bem acima da média em relação as outras versões deste jogo para 8bit.

### Atari 7800
Essa versão tinha gráficos piorados comparados com a original, fez pouco sucesso e é considerada a pior versão do jogo até hoje.

### Zeebo
Um remake exclusivo foi lançado para o console brasileiro Zeebo da Tectoy.

## Continuação
Double Dragon recebeu uma continuação em 1988 chamada Double Dragon II: The Revenge.